# Kanelbulle
Kanelbulle, även kallad kanelsnäcka och kanelsnurra (på finlandssvenska örfil) är ett sött bakverk gjort på vetemjöl och en fyllning med kanel. Bullar med kanelfyllning finns i olika varianter och är vanligt förekommande i Nordamerika och norra Europa. En variant som fått spridning i världen är den svenska kanelbullen som fylls med smör eller margarin, strösocker och kanel samt garneras med pärlsocker och eventuellt mandelspån. Internationellt förknippas svenska kanelbullar ofta med den svenska fikakulturen.

## Historia och varianter
Kanelbullens tidiga historia är osäker. I USA är kanelbullar vanlig morgonmat. Söta och kladdiga kanelbullar av Philadelphia-typ kom till under 1700-talet och innehåller honung, socker, kanel och russin. Det finns även många andra varianter, såsom den svenska som fått global spridning.
I Sverige finns det belägg för vetebröd som kallats "kanelbulle" sedan i varje fall 1850-talet. Den variant som senare kallats kanelbulle skapades troligen i Sverige på 1920-talet, då tillgången på ingredienserna ökade efter första världskriget. Det dröjde dock till 1950-talet innan kanelbullen blev vanligt förekommande i Sverige. Den svenska kanelbullen är mindre söt och inte lika mäktig som amerikanska varianter. En annan skillnad är att den svenska kanelbullen ofta innehåller kardemumma.
Nederländska kanelbullar kallas zeeuwse bolussen. De knutformade bullarna är uppkallade efter provinsen Zeeland i sydvästra Nederländerna och kom till under 1600-talet av portugisiska judar som bosatte sig i provinsen.

## Tillverkning
Ingredienserna är huvudsakligen vetemjöl, mjölk, jäst, socker, kanel och smör/margarin. Ofta kryddar man även degen med kardemumma, salt och socker. Den jästa degen kavlas ut och fyllningen fördelas jämnt. Fyllningen består vanligen av smör/margarin, strösocker och malen kanel. Degen rullas eller viks ihop och skärs eller klipps. Bullarna penslas med uppvispat ägg och pärlsocker eller hackad sötmandel kan strös över. I många länder är det vanligt med glasyr istället för pärlsocker eller mandel.
En kanelbulle är ofta snäckformad och kallas då kanelsnäcka, men även så kallat vegabröd, fransk lilja, dubbelsnäcka, knut och kanelbrioche förekommer. Det är vanligt att kanelbullar läggs i veckade pappersbakformar när de ska jäsa och gräddas. Bakformen förhindrar deformering under jäsningen och gräddningen samt skyddar bullen från direkt beröring när den ska hanteras.

## I kulturen
År 1999 instiftade Hembakningsrådet kanelbullens dag som uppmärksammas den 4 oktober varje år.
Kanelbullen presenterades som svensk specialitet i EU-projektet Café Europa 2006.

## Bildgalleri

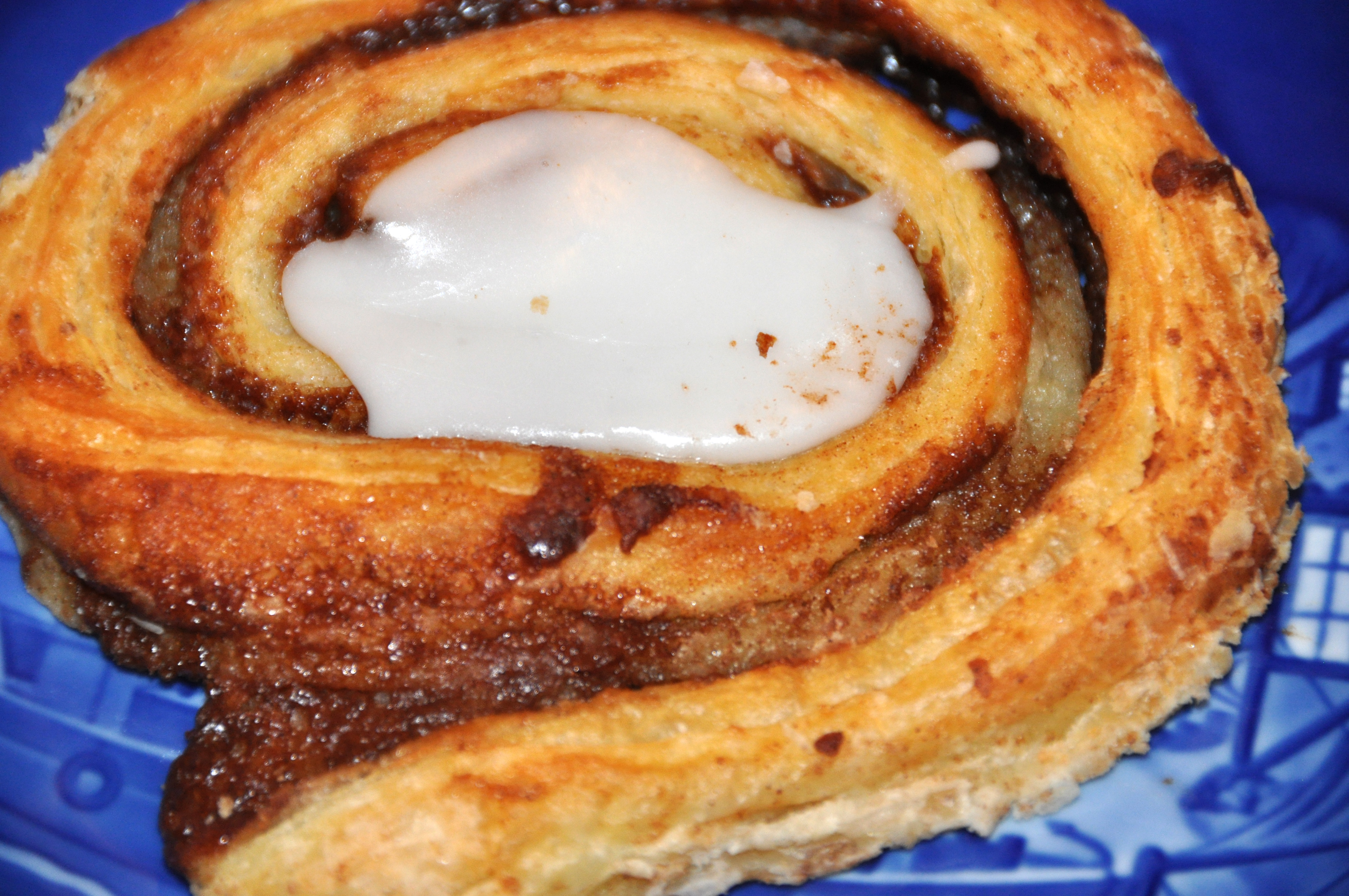
En dansk kanelsnegl (kanelsnigel).
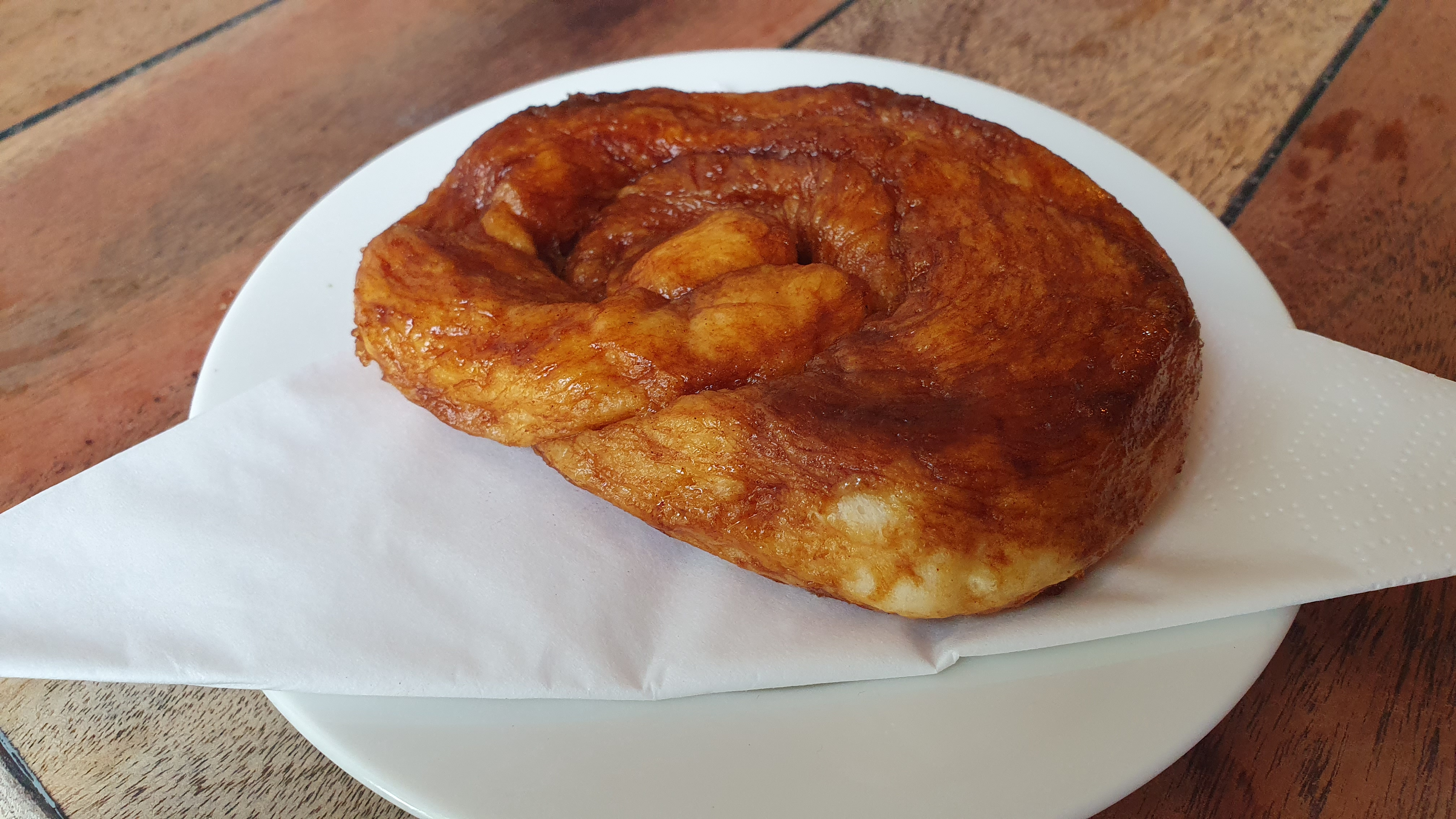
Den nederländska kanelbullen zeeuwse bolus.
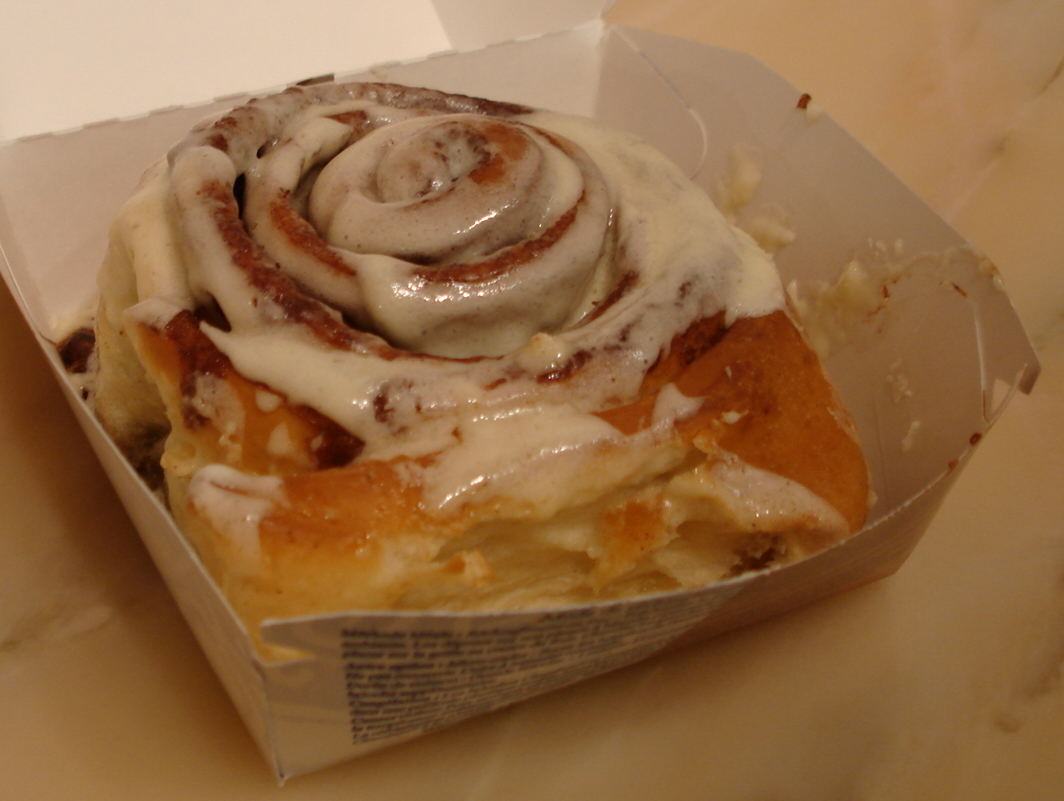
En amerikansk kanelbulle.
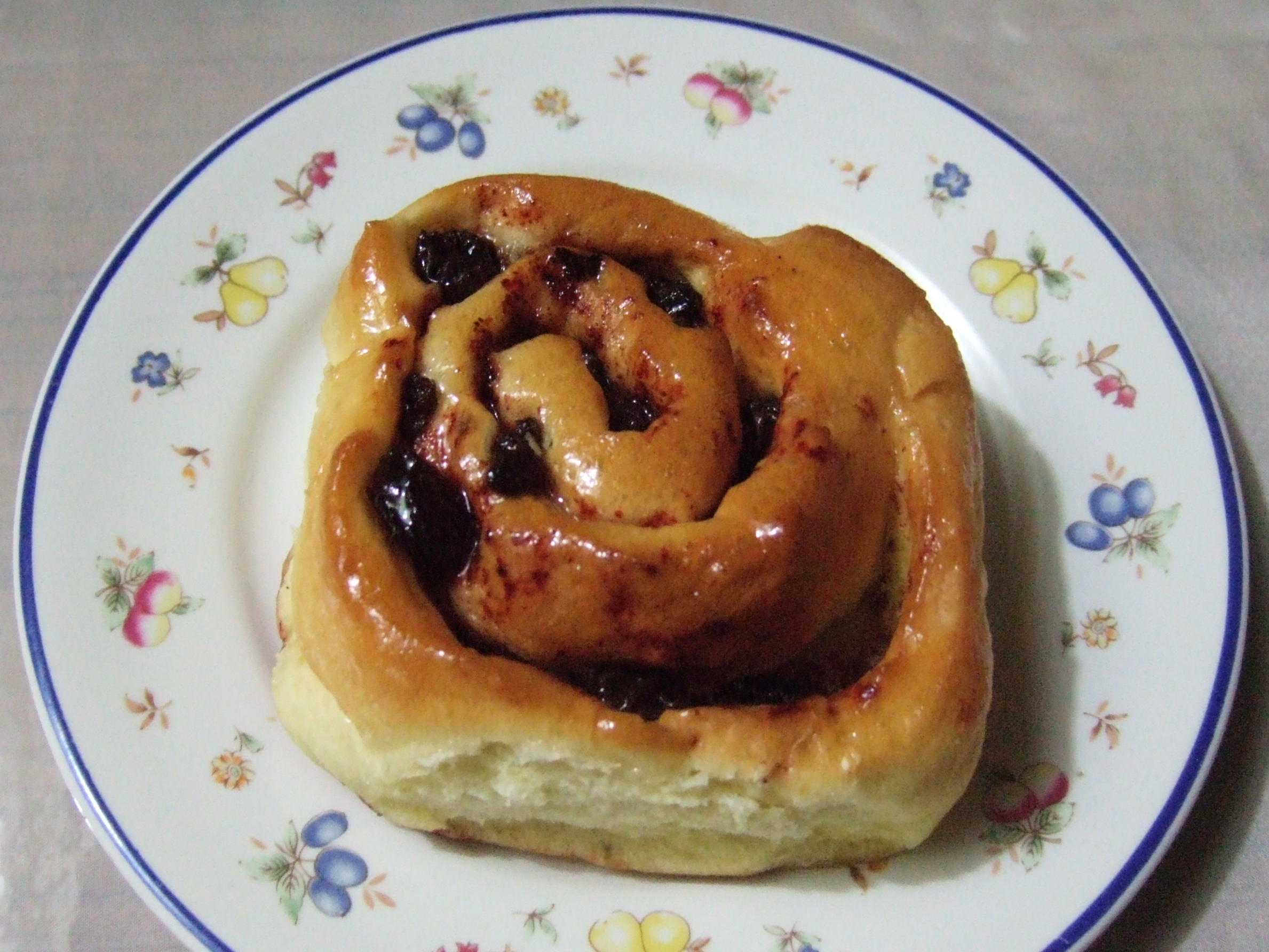
En kanelbulle i Jakarta.

### Tillredning

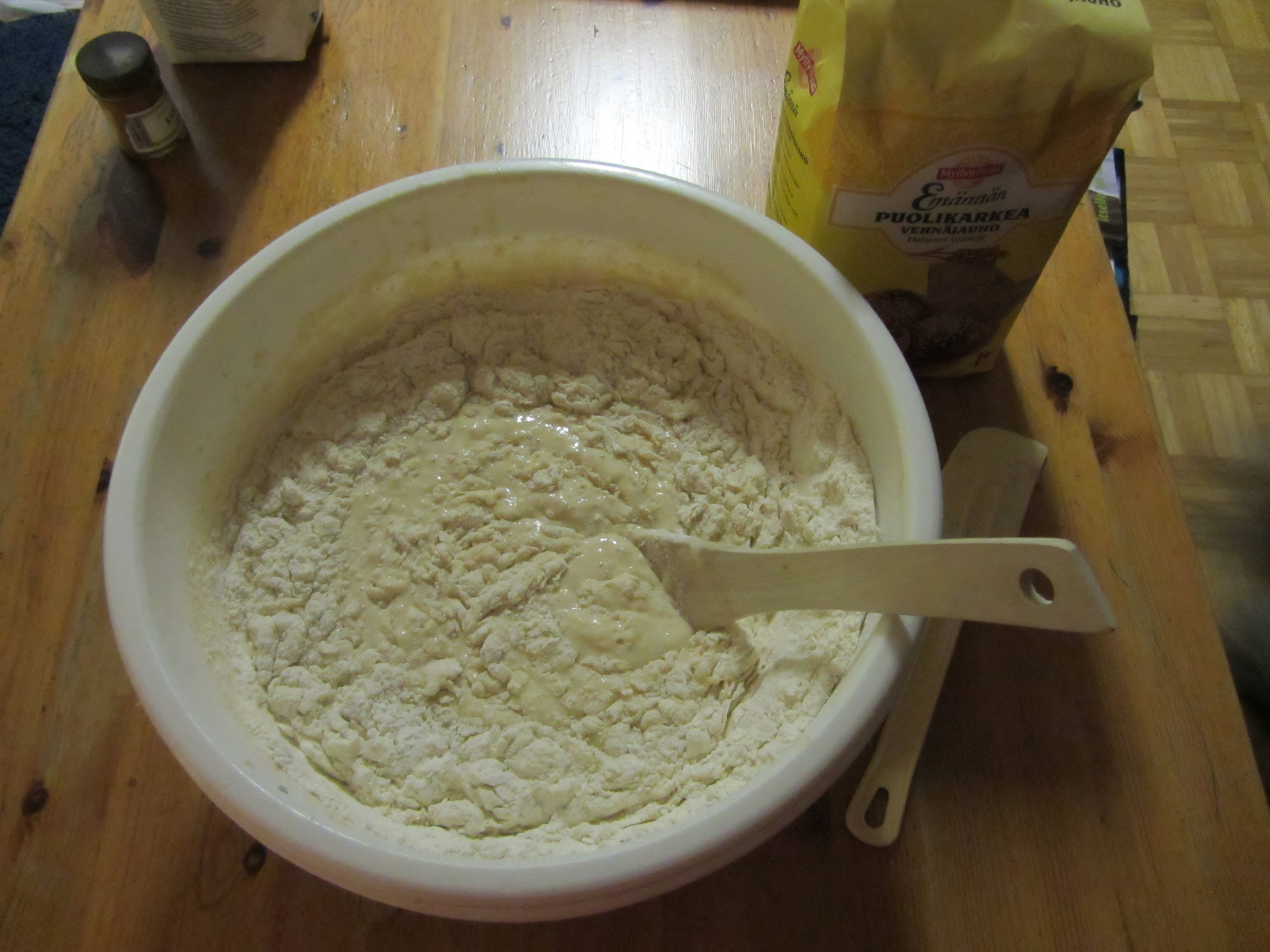
1. Bulldeg som ska knådas och jäsa.
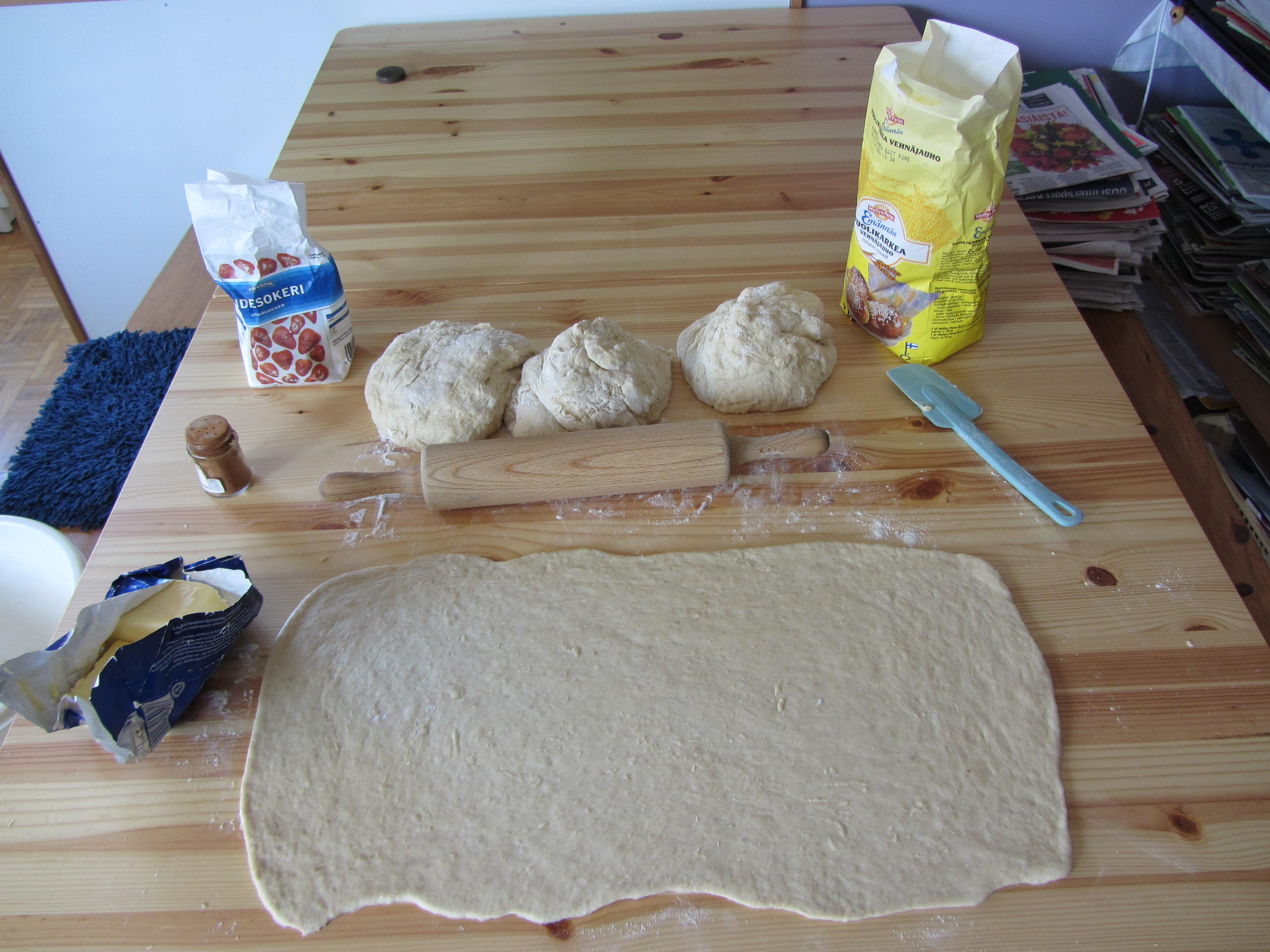
2. Utkavlad deg.
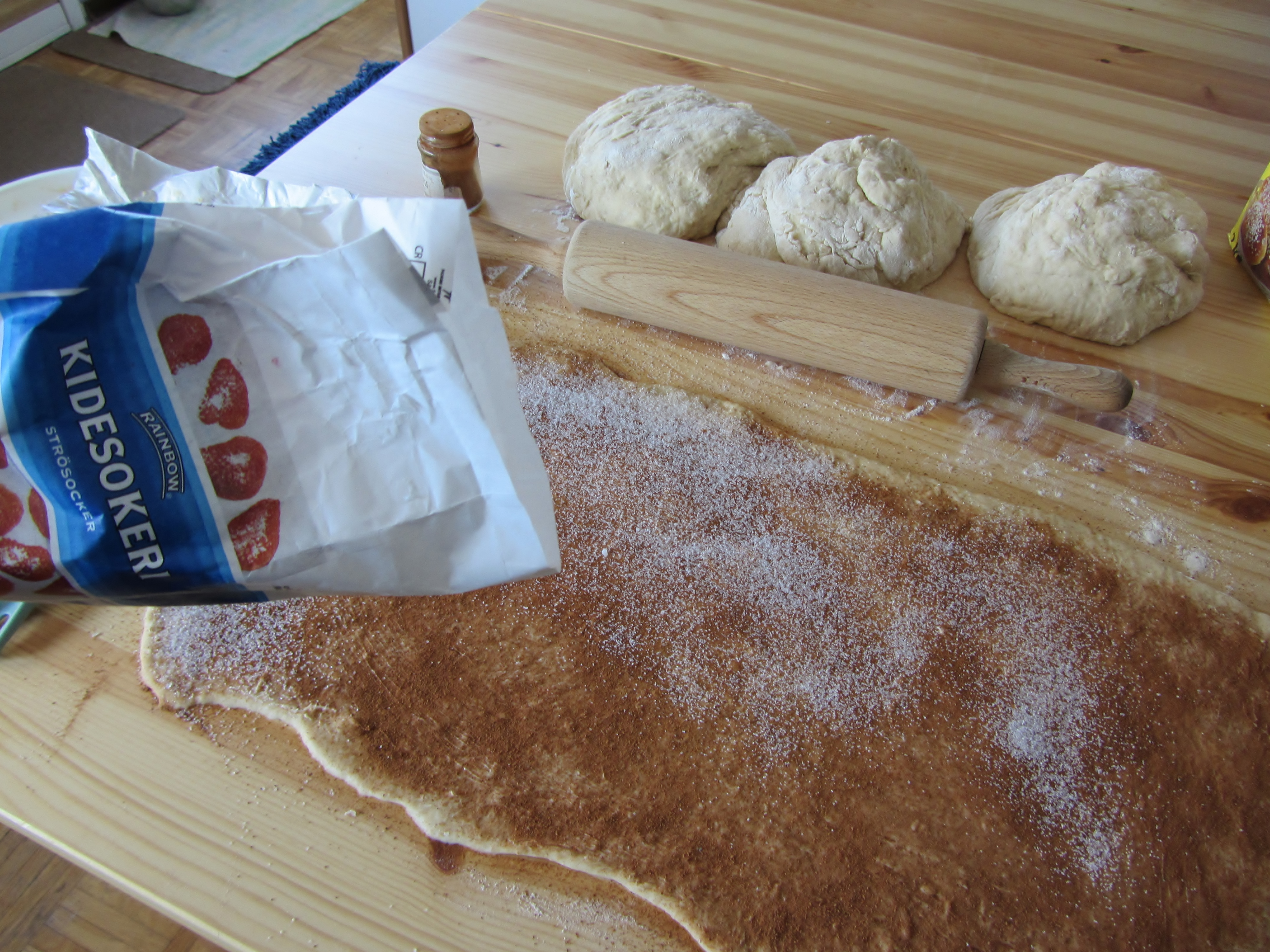
3. Fyllning strös på degen.
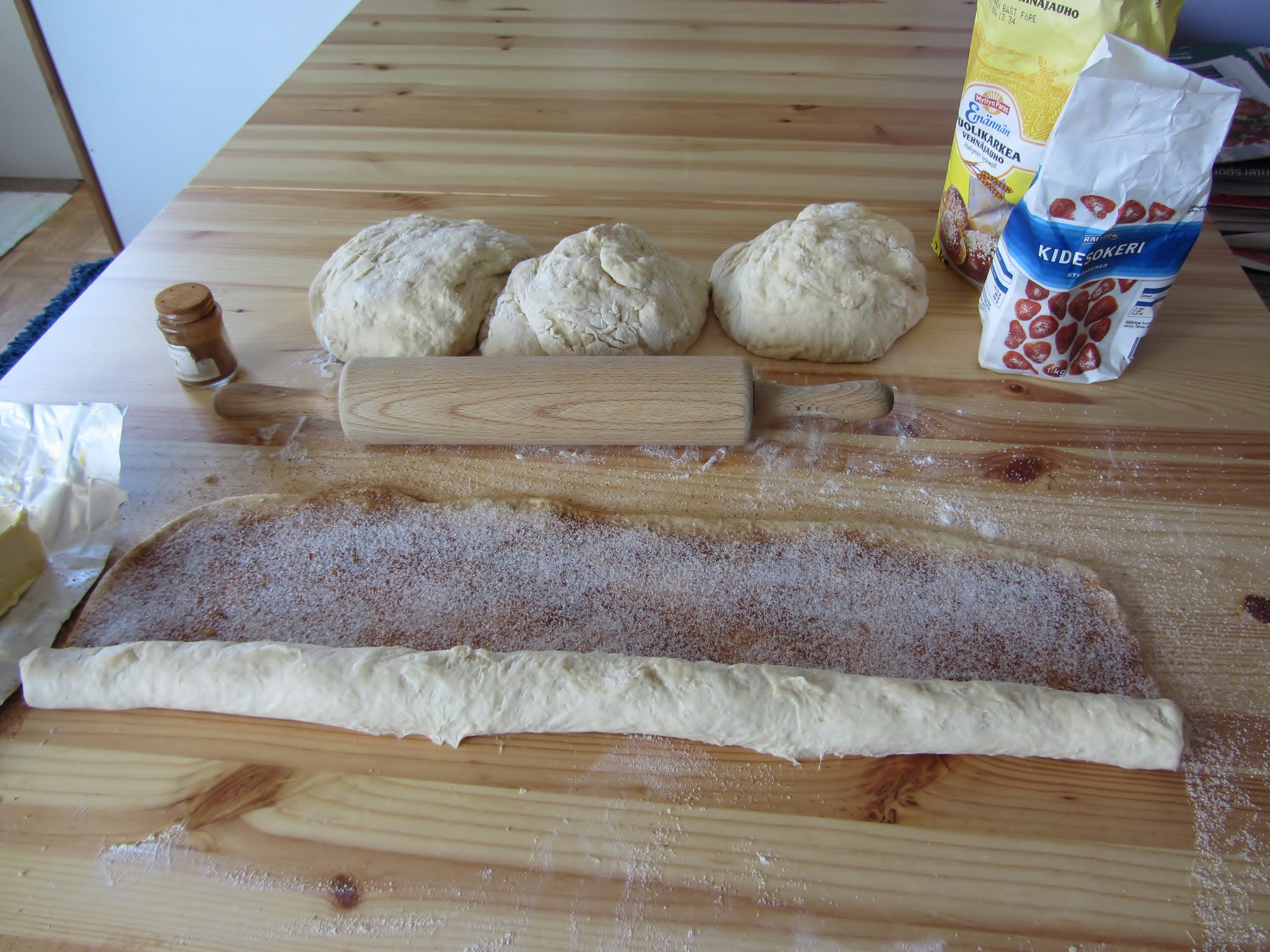
4. Degen rullas.
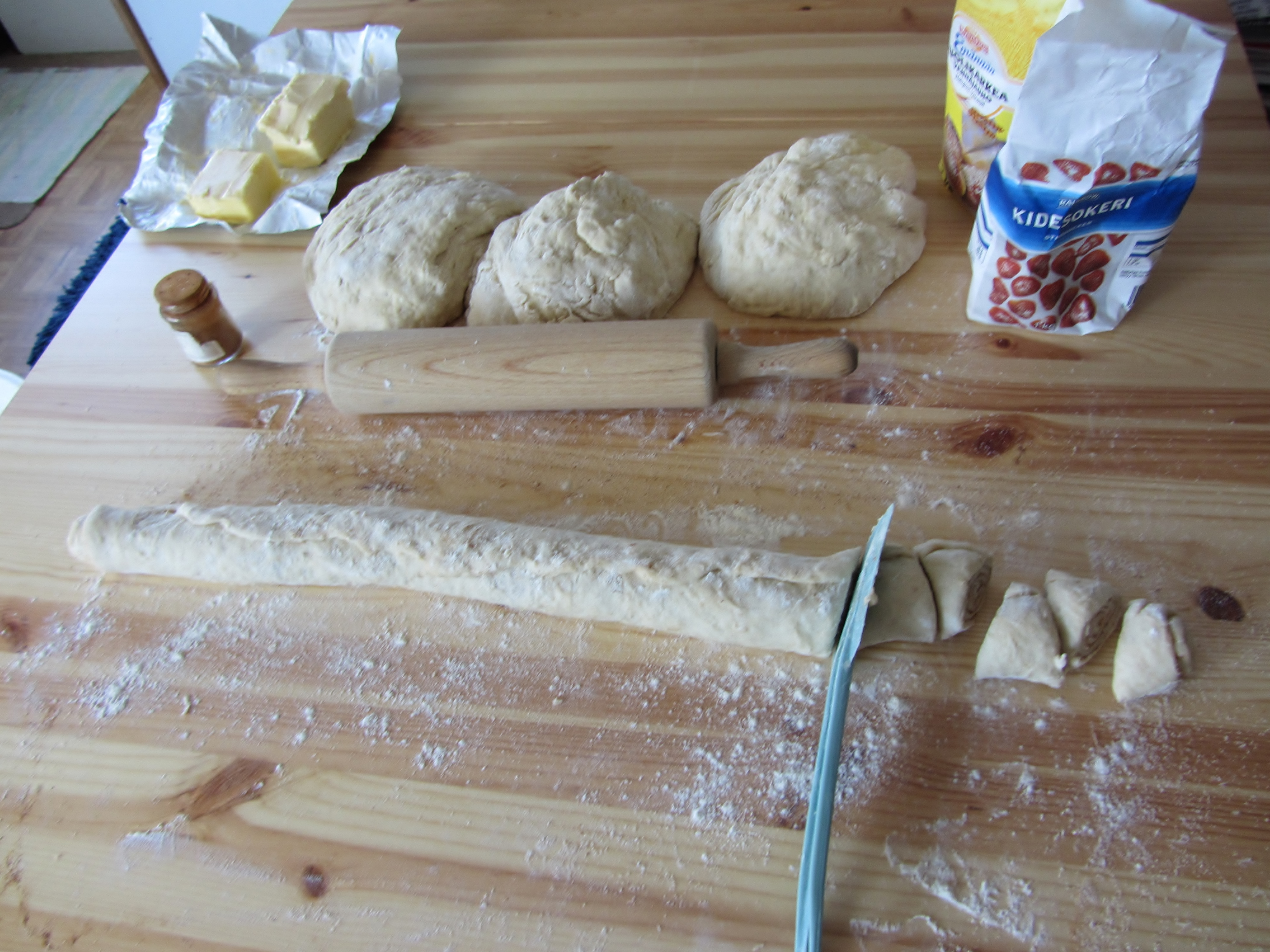
5. Degen skärs i bitar.
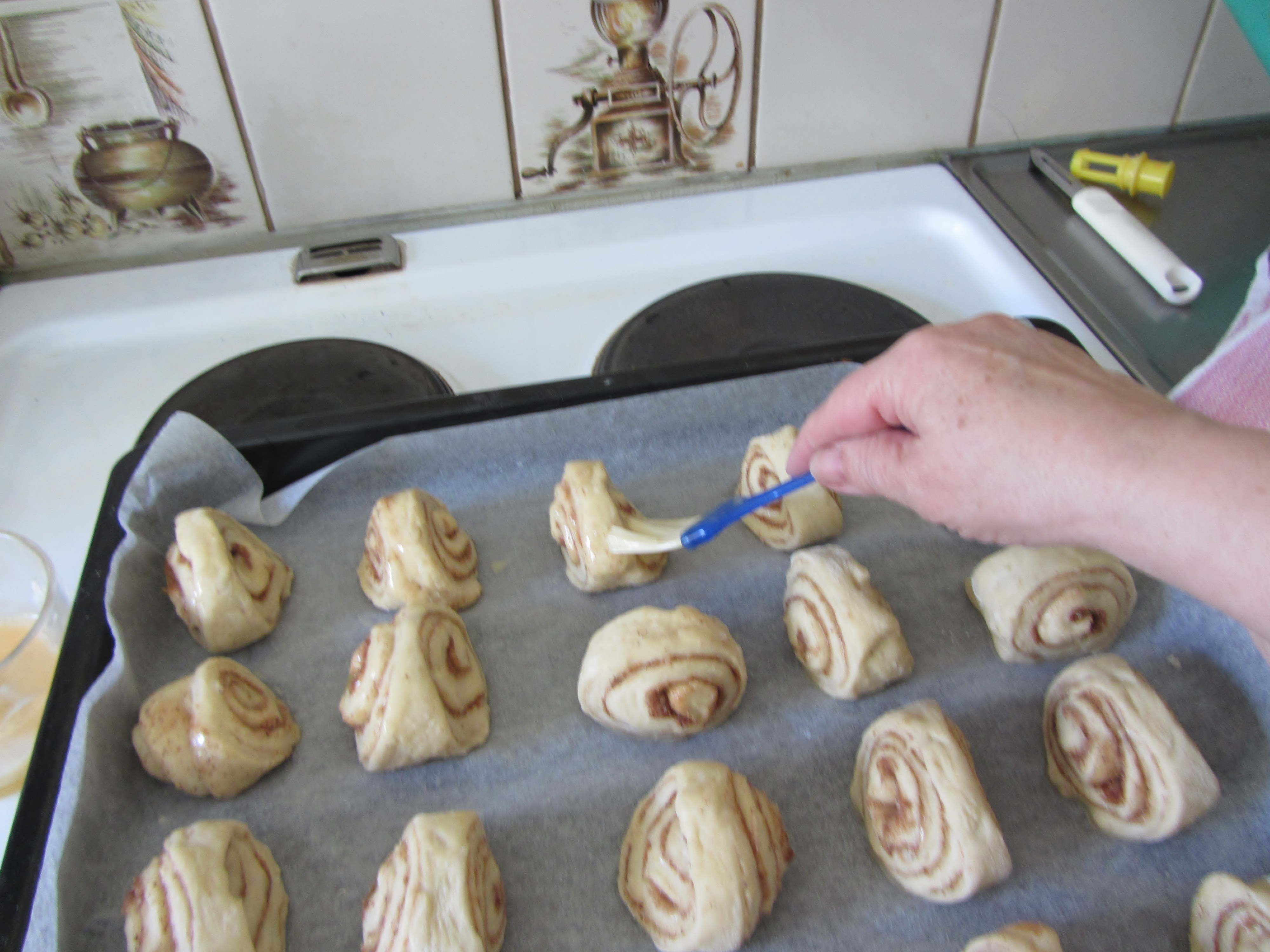
6. Bullarna läggs i bakformar, eller som här på bakplåtspapper, och penslas.
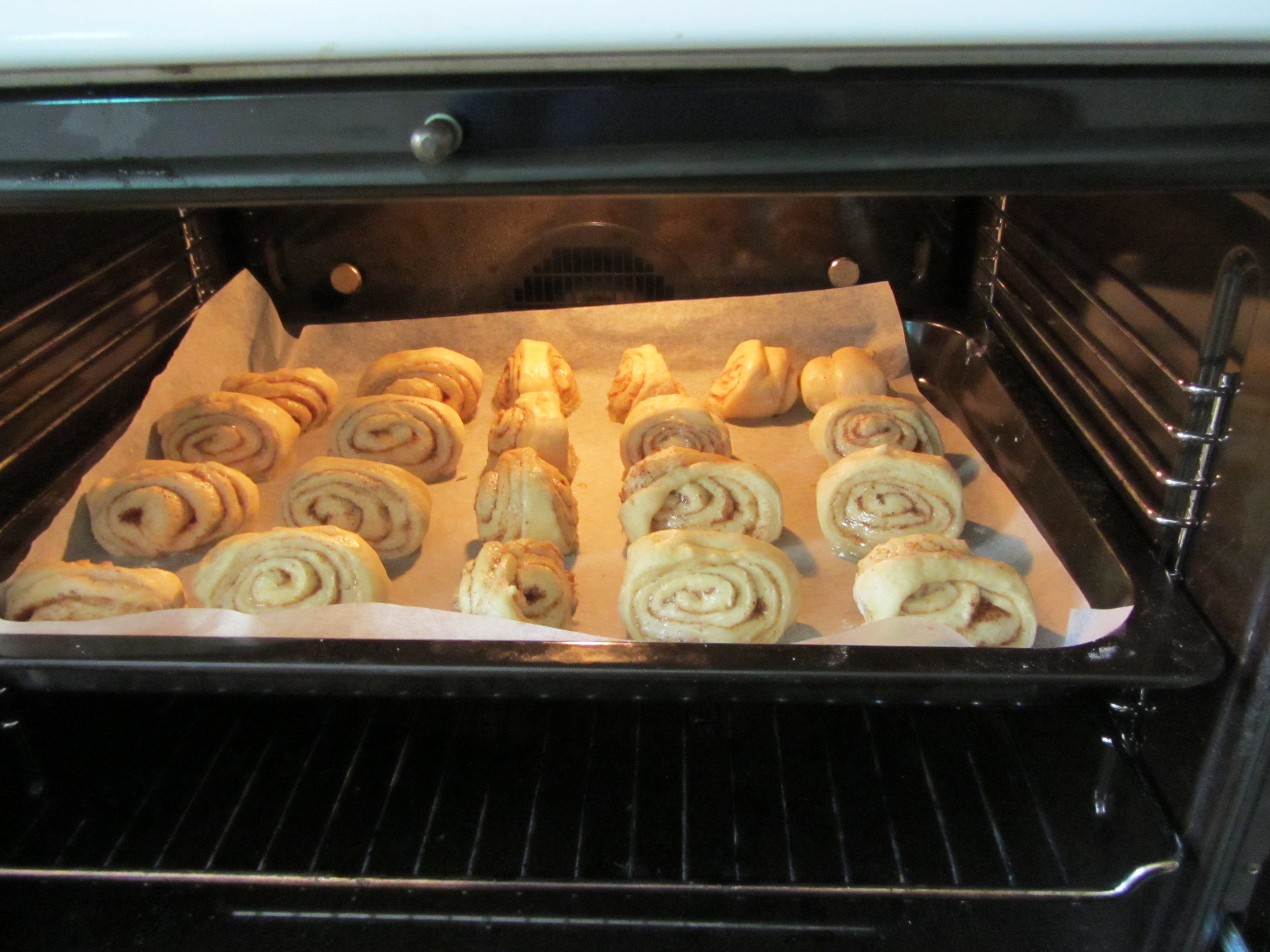
7. Bullarna gräddas i ugnen.
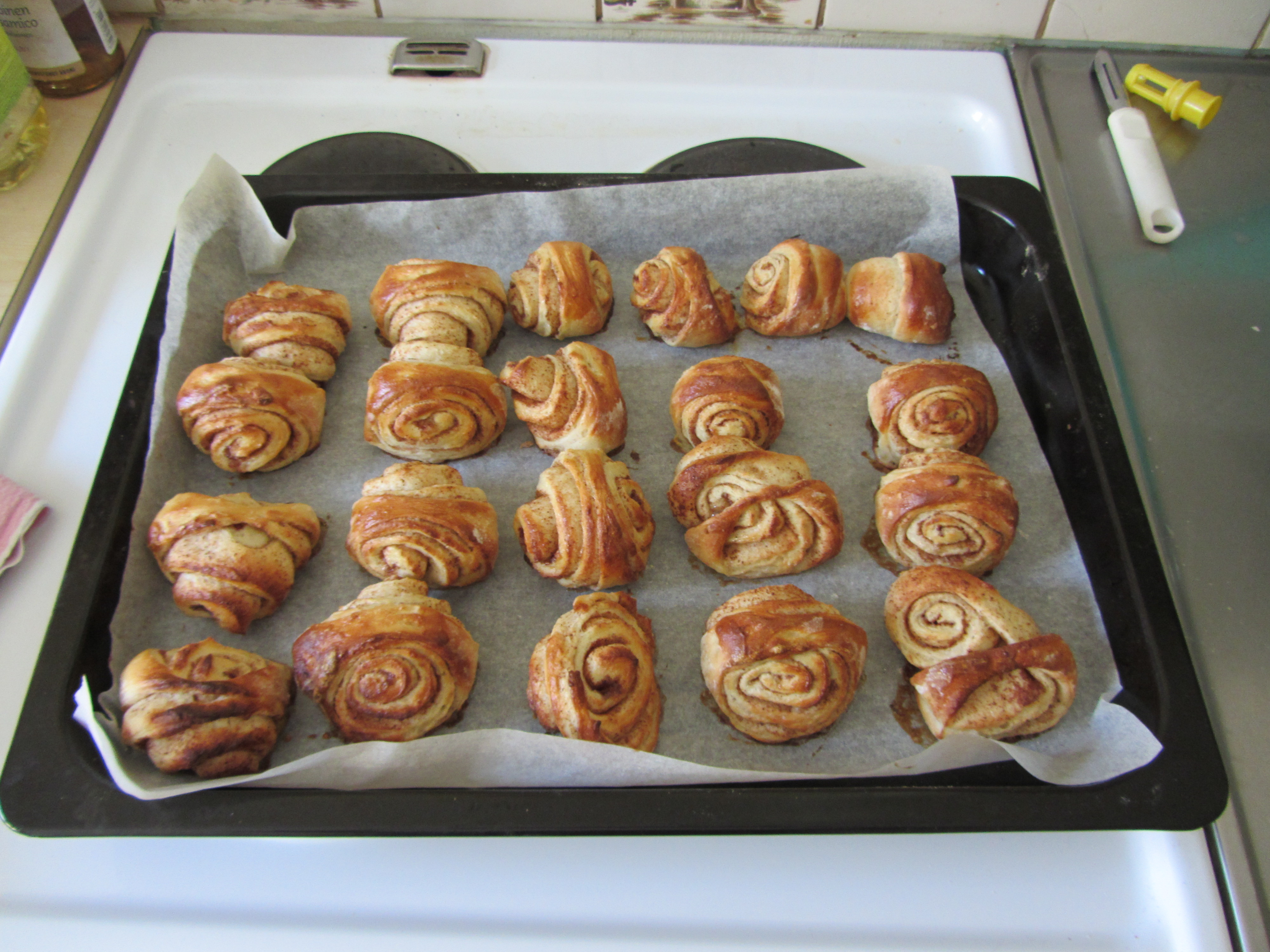
8. Färdiga kanelbullar.